# Tsagaan Khas
Tsagaan Khas (em mongol: Цагаан Хас, Escrita tradicional:ᠴᠠᠭᠠᠨ ᠬᠠᠰ, lit. Suástica Branca) é uma organização neonazista mongol. 

## História
O grupo foi fundado por Ariunbold Altankhuum  na década de 1990,  em meio à transição da Mongólia para uma economia de mercado e ao consequente aumento da desigualdade econômica.  
O grupo afirma ter 3.000 membros,    mas a Reuters relatou em 2013 que tinha "apenas mais de 100 membros",  enquanto o historiador mongol Nyam Puruv estimou em 2009 que o grupo tinha na verdade apenas "dezenas de membros".  A filial eleitoral da organização recebeu menos de 1% dos votos nas eleições legislativas da Mongólia de 2008.  
Segundo Altankhuum: "A razão pela qual escolhemos [o neonazismo] é porque o que está a acontecer aqui na Mongólia é como 1939, e o movimento de [Adolf] Hitler transformou o seu país num país poderoso."  Altankhuum elogiou Francisco Franco e Genghis Khan. 
O cofundador do grupo, conhecido pelo pseudônimo de "Grande Irmão", disse: "Adolf Hitler era alguém que respeitamos. Ele nos ensinou como preservar a identidade nacional ... Não concordamos com seu extremismo e com o início da Segunda Guerra Mundial. Somos contra todas essas mortes, mas apoiamos sua ideologia. Apoiamos o nacionalismo em vez do fascismo." Os membros do grupo se vestem com trajes nazistas (como uniformes que lembram o da Schutzstaffel) e usam a saudação "sieg heil", a Cruz de Ferro e a águia nazista. Os seus membros justificaram a utilização de imagens nazistas apontando as origens asiáticas da suástica.    
"Grande Irmão" afirmou que o grupo não promove o crime, expulsa "elementos criminosos" de seus membros e exige que seus membros tenham uma boa educação. Ele também afirmou que o grupo trabalha em estreita colaboração com outros grupos ultranacionalistas na Mongólia. 
Os membros do grupo são caracterizados por seu extremo sentimento antichinês e oposição ao casamento inter-racial. Um seguidor do grupo expressou a opinião de que: "Temos que garantir que, como nação, nosso sangue seja puro. Isso é sobre nossa independência ... Se começarmos a nos misturar com os chineses, eles vão nos engolir lentamente. A sociedade mongol não é muito rica. Os estrangeiros vêm com muito dinheiro e podem começar a levar nossas mulheres." O grupo foi acusado de assediar e promover a violência contra casais interraciais, imigrantes, prostitutas e a comunidade LGBT.     O grupo tem como alvo mulheres mongóis que tiveram relações com homens chineses, raspando o cabelo e, às vezes, tatuando a testa. 
Algumas atitudes negativas em relação aos chineses na Mongólia, por parte de grupos como o Tsagaan Khas, podem ser atribuídas à política da União Soviética de apresentar a China como uma ameaça à Mongólia, de modo a receber a lealdade da Mongólia.  Durante a Ruptura Sino-Soviética, a República Popular da Mongólia deu à União Soviética seu apoio firme em todos os assuntos. 
Em 2013, o grupo tentou mudar o seu foco para o combate à poluição resultante da mineração na Mongólia.  Em uma entrevista à Reuters, Altankhuum declarou: "[Nosso propósito mudou de lutar contra estrangeiros nas ruas para lutar contra as empresas de mineração."  Seus membros apareceram em operações de mineração, exigindo ver a papelada e às vezes sabotando as operações se as considerassem mal administradas. O grupo exigiu amostras de solo das operações de mineração para verificar se há contaminação do solo. Segundo Altankhuum, o grupo quer cumprir um papel que as autoridades locais supostamente falharam em desempenhar no que diz respeito às empresas mineiras estrangeiras.  